# Marbache
Marbache é uma comuna francesa na região administrativa de Grande Leste, no departamento de Meurthe-et-Moselle. Estende-se por uma área de 10,63 km². Em 2010 a comuna tinha 1 709 habitantes (densidade: 160,8 hab./km²).